# Peter Wingfield
Peter Wingfield (Cardiff, 1962. szeptember 5. –) walesi származású televíziós színész. Legismertebb alakításai Dan Clifford a Holby City, Dr. Robert Helm a Queen of Swords és Simon Ross felügyelő a Halott ügyek című sorozatokban. Nemzetközi ismertséget a Hegylakó című sorozatban Methosként szerzett.

## Élete
Peter Michael Wingfield 1962. szeptember 5-én született Cardiffban (Wales, Egyesült Királyság), Grangetownban nőtt fel. Jó tanuló volt, aki szerette az atlétikát, zenét és a drámát. 15 éves korában megnyerte a wales-i gumiasztal bajnokságot. Haladó szinten foglalkozik küzdősporttal, és több alkalommal futotta le a londoni maraton. 1982-ben egészségügyi tanulmányokat kezdett Londonban a St Bartholomew kórházban, de nem igazán rajongott a gyógyszerekért. 1980-ban a nyári szünetet a National Youth Theatre of Wales színházban töltötte, ami nagy hatással volt későbbi életére. Egy hónappal a St Bartholomew-ben való diplomázása előtt úgy döntött, elhagyja az iskolát és inkább a színészi pályát választja.

## Karrier
Wingfield a Guildhall zene és drámaiskolában kezdte színészi tanulmányait Londonban. Képzése sok területre kiterjedt, a hang, a mozgás és a színészi játékra is. 1990-ben beválasztották a BBC Carleton Hobbs-díjáért folyó versenybe, amit megnyert.
1990-ben, nem sokkal a drámaiskola után megkapta első televíziós szerepét, mint taxisofőr az Antonia and Jane című filmben. Rendszeresen tűnt fel később a brit televízióban, számos filmben és sorozatban játszott.
Nagyobb figyelem akkor fordult felé, amikor a Hegylakó című sorozatban Methost alakította. A sorozat után több kanadai és amerikai filmben kapott szerepet, mint a Queen of Swords, a Csillagkapu, az X-Men 2, a Macskanő, a Sanctuary – Génrejtek vagy a 24.
2006-2007-ben a BBC orvosi drámájában, a Holby City-ben játszotta Daniel Clifford szerepét. Jelenleg forgatás alatt lévő televíziós munkái a Riverworld és a Stonehenge Apocalypse.

## Magánélet
Peter Wingfield első felesége Juliet, akitől 1997-ben vált el. 1998-ban vette el Carolyn Stewart sminkest, egy gyermekük született, Edan Stewart Wingfield.

## Külső hivatkozások
- Hivatalos oldal
- Peter Wingfield a PORT.hu-n (magyarul)
- Peter Wingfield az Internetes Szinkronadatbázisban (magyarul)
- Peter Wingfield az Internet Movie Database-ben (angolul)
- Peter Wingfield a Rotten Tomatoeson (angolul)